# Nathan Bedford Forrest
Nathan Bedford Forrest (13. července 1821 Chapel Hill – 29. října 1877 Memphis) byl významný generál konfederační armády během americké občanské války a první velká osobnost Ku Klux Klanu v letech 1867 až 1869. Ačkoli vědci obecně uznávají Forrestovu dovednost a prozíravost jako vůdce jízdy a vojenského stratéga, je kontroverzní osobností americké historie zejména kvůli své hlavní roli při masakru více než 300 černošských vojáků ve Fort Pillow a své poválečné roli vůdce Ku Klux Klanu.

## Život
Před válkou nashromáždil Forrest značné bohatství jako vlastník bavlníkové plantáže, obchodník s koňmi, dobytkem a otroky a realitní makléř. V červnu 1861 narukoval do konfederační armády a stal se jedním z mála vojáků, kteří během války narukovali jako vojíni a byli povýšeni na generály bez předchozího vojenského výcviku. Forrest byl jako velitel jízdy pověřen velením sboru a zavedl nové metody využití kavalerie, pro které si vysloužil přezdívku „Čaroděj v sedle“. Jeho metody ovlivnily budoucí generace vojenských stratégů, ačkoli někteří komentátoři mají za to, že vrchní velení Konfederace jeho talent nedocenilo.
V dubnu 1864 během „jedné z nejtemnějších a nejsmutnějších událostí americké vojenské historie“ vojáci pod Forrestovým velením zmasakrovali vojáky Unie, kteří se po takzvané bitvě u Fort Pillow vzdali. Většinou to byli černoši a dále několik bělošských jižních loajalistů z Tennessee. Tisk Unie z masakru vinil Forresta a tato zpráva nejspíš posílila odhodlání Severu vyhrát válku.

### Ku Klux Klan
Forrest vstoupil do Ku Klux Klanu v roce 1867 (dva roky po jeho založení) a byl zvolen jeho prvním Velkým čarodějem. Klan tehdy byl volným sdružením místních frakcí po celé bývalé Konfederaci, které používaly násilí a hrozbu násilí k udržení nadvlády bělochů nad nově osvobozenými bývalými otroky. Během voleb v roce 1868 Klan v čele s Forrestem potlačoval volební práva černochů na Jihu násilím a zastrašováním. V roce 1869 Forrest projevil rozčarování nad nedisciplinovaností rodící se bílé rasistické teroristické skupiny a vydal dopis nařizující rozpuštění Ku Klux Klanu a zničení jeho kostýmů; poté se z organizace stáhl. V posledních letech svého života Forrest trval na tom, že nikdy nebyl členem klanu a pronesl veřejný projev na podporu rasové harmonie.